# Felix Renker

Felix Renker; Porträt auf dem Titelblatt seiner Autobiographie (1917)

Felix Renker (* 2. Dezember 1867 in Leipzig; † 8. März 1935 in Dresden) war ein deutscher Bühnenautor.

## Leben
Felix Renker wurde im Alter von sechs Jahren Vollwaise und wuchs bei Pflegeeltern und im Waisenhaus auf. Er erlernte den Beruf des Buchbinders, wobei er während der letzten Lehrjahre ein wachsendes Interesse für Literatur entwickelte. Nach Abschluss der Lehre ging Renker im Jahre 1886 auf Wanderschaft, kehrte aber vorzeitig nach Leipzig zurück, um eine Stellung im Verlag Franz Karrer anzutreten. 1888 heiratete Renker unmittelbar vor Vollendung des 21. Lebensjahres.
Renker verfasste Gedichte und andere Werke, die aber von allen Verlagen abgelehnt wurden; wegen seiner zu geringen Körpergröße fand er auch keine Möglichkeit, als Schauspieler aufzutreten. Ein Gesellschaftsverein in Lausigk gab ihm schließlich die Möglichkeit, Theateraufführungen zu leiten, wodurch Renker seine ersten praktischen Erfahrungen mit der Bühne erhielt. Beim Ankauf von Theaterstücken kam er in Kontakt mit dem Verlag Otto Teich, der ihm sein erstes Werk abnahm.
Da er mittlerweile seine Stellung verloren hatte, war Renker fortan vorwiegend schriftstellerisch tätig, um seine inzwischen fünfköpfige Familie zu versorgen. 1894, als bereits über hundert von ihm verfasste Werke publiziert worden waren, fand er eine neue Anstellung als Werkmeister in der Dresdner Papierwarenfabrik Paul Süß, wo er auch Texte für Grußkarten verfasste. Er rief eine Theatergruppe aus Werksangehörigen ins Leben und gründete später ein reines Männer-Theaterensemble, das unter seiner Leitung auf Tournee ging. Zudem gab er die Zeitschrift Der Theaterfreund heraus, für die er zahlreiche Artikel unter dem Pseudonym Herbert Wolter selbst beisteuerte. Während des Ersten Weltkriegs trat er in der Bühnenadaption von Wilhelm Buschs Hans Huckebein in Lazaretten auf.
Felix Renker starb 1935 und wurde im Beisein einer großen Zahl von Schauspielern auf dem Striesener Friedhof in Dresden beigesetzt.

## Werk
Insgesamt verfasste Renker etwa 400 Werke verschiedener Art, darunter 16 dramatische Schauspiele, 11 Volksstücke, 43 Lustspiele und 3 Operetten sowie zahlreiche kleinere Stücke, Lieder, Couplets und Szenen. Besonders die vielen humoristischen Kurzwerke aller Art fanden erhebliche Verbreitung, da sie von Festartikelhändlern in großer Zahl vertrieben und bei Festen von den Teilnehmern aufgeführt oder vorgetragen wurden.
Neben seinem eigenen Namen verwendete Renker für seine Werke eine Reihe von Pseudonymen: Satyrikus, Herbert Wolter, Walter Freimut, August Schulze, Max Rudolph, Erich Frohherz, Fidelio, P. Martini, Erich Krätzer, Max Grubert, Fritz Winkler, Dr. Schulrat, Anna Herz und Dr. Paul Erbes.